# Pelican
I Pelican sono un gruppo musicale post-metal/rock strumentale statunitense formatosi a Chicago nel 2000.
Sono uno dei nomi più importanti dell'emergente scena post-metal insieme a Neurosis, Isis ed altri. Precedentemente legati alla Hydra Head Records, etichetta discografica particolarmente attiva nel fitto underground statunitense fondata da Aaron Turner, membro degli Isis, dal 2009 fanno parte della Southern Lord Records.

## Stile musicale
L'atmosfera californiana ha plasmato negli anni la musica dei Pelican, fin dal trasferimento dei quattro strumentisti da Chicago a Los Angeles: la vicinanza di band come Neurosis, Isis, Red Sparowes e degli altri gruppi della penisola statunitense deve avere influito sulle idee del gruppo che, a due anni da Australasia, primo full-length in attivo, nel 2005 interessava il panorama post-metal con The Fire in Our Throats Will Beckon the Thaw. Il terzo album di studio, tale City of Echoes, è un particolare connubio tra lo stile personale dei Pelican e parti più oscure ed inaspettate.

## Formazione
Attuale
- Trevor Shelley-de Brauw – chitarra (2000-presente)
- Laurent Schroeder-Lebec – chitarra (2000-2012, 2022-presente)
- Bryan Herweg – basso (2000-presente)
- Larry Herweg – batteria (2000-presente)

Ex componenti
- Dallas Thomas – chitarra (2012-2022)

## Discografia

### Album in studio
- 2003 – Australasia
- 2005 – The Fire in Our Throats Will Beckon the Thaw
- 2007 – City of Echoes
- 2009 – What We All Come to Need
- 2013 – Forever Becoming
- 2019 – Nighttime Stories

### Album dal vivo
- 2013 – Arktika
- 2016 – Live at Empty Bottle December 15, 2015
- 2016 – Live at Dunk!Fest 2016

### Raccolte
- 2010 – The Wooden Box
- 2020 – B-Sides and Other Rarities

### EP
- 2001 – Pelican
- 2003 – The Champions of Sound 2003 (con i Scissorfight e i The Austerity Program)
- 2005 – March into the Sea
- 2005 – Pelican/Mono (con i Mono)
- 2009 – Ephemeral
- 2012 – Ataraxia/Taraxis

### Singoli
- 2005 – Split 7" (con i Playing Enemy)
- 2007 – Pink Mammoth
- 2009 – Mid-Western/Inch Above Sand (con i Young Widows)
- 2013 – Deny the Absolute
- 2015 – The Cliff
- 2019 – Midnight and Mescaline

## Videografia

### Album video
- 2005 – Live in Chicago 06/11/03
- 2008 – After the Ceiling Cracked